# اهمیچی
اهمیچی (به لاتین: Ahmići) یک منطقهٔ مسکونی در بوسنی و هرزگوین است که در ویتز واقع شده‌است.

## خصوصیات
اهمیچی ۴۶۶ نفر جمعیت دارد.